# Golf van Mexico
De Golf van Mexico (Engels: Gulf of Mexico, Spaans: Golfo de México), oudere benaming Baai van Mexico, is een zee in Noord-Amerika.

## Ligging
De Golf van Mexico wordt begrensd door Mexico (Yucatán, Campeche, Veracruz, Tamaulipas), de Verenigde Staten (Texas, Louisiana, Mississippi, Alabama, Florida) en Cuba. Door de Straat Yucatán is de Golf van Mexico verbonden met de Caraïbische Zee en door de Straat Florida met de Atlantische Oceaan. Het zuidelijke deel van de Golf van Mexico wordt ook wel de Golf van Campeche genoemd. Samen met de Caraïbische Zee vormt de Golf van Mexico de Amerikaanse Middelzee, een randzee of middellandse zee van de Atlantische Oceaan.
De zee is op het diepste punt 4384 m diep (de Sigsbeediepte).
De belangrijkste rivieren die in de Golf van Mexico uitmonden, zijn de Mississippi, de Río Bravo/Rio Grande en de Río Grijalva. Belangrijke havensteden zijn Tampa, New Orleans, Houston, Tampico, Veracruz en Havana.
De vijf Amerikaanse staten, Florida, Alabama, Mississippi, Louisiana en Texas, die aan de Golf grenzen, worden ook wel 'Gulf States' genoemd, een benaming die ze gemeen hebben met de Golfstaten aan de Perzische Golf.

## Golfstroom
De Golfstroom ontstaat in de Golf van Mexico. De Antillenstroom komt in het zuidwesten de Golf binnen. Hier wordt het water verder verwarmd en stroomt dan via Straat Florida de Golf uit langs de oostelijke kusten van de Verenigde Staten en Newfoundland naar het noorden. Vervolgens steekt hij als Noord-Atlantische stroom en bereikt Europa ter hoogte van de Golf van Biskaje. Dan stroomt hij verder noordwaarts tot aan de Noordelijke IJszee. Door de Golfstroom is het klimaat op 50° noorderbreedte in Europa warmer dan op andere plaatsen op dezelfde breedtegraad op aarde. Het aangevoerde warme zeewater zorgt ervoor dat de havens van Noorwegen tot en met Moermansk 's winters ijsvrij zijn.

## Orkanen
Door het warme water van de Golf krijgen orkanen een extra impuls en nemen in kracht toe. In deze regio komen veel orkanen voor van 1 juni tot 30 november, met een piek van medio augustus tot eind oktober. In 2005 heeft de orkaan Katrina tot heel veel schade geleid en Harvey deed hetzelfde in 2017. 

## Economie
In de Golf van Mexico wordt veel gevist, zo'n 40% van de nationale visvangst van de Verenigde Staten komt uit de Golf. Verder is er veel scheepvaartverkeer naar de diverse havens langs de Amerikaanse en Mexicaanse kust. Het grootste economische belang is de olie- en gaswinning, zowel offshore als onshore. De offshore olieproductie in de Golf van Mexico heeft een aandeel van 17% in de totale Amerikaanse productie van ruwe olie en voor aardgas ligt dit op 5%. Bijna de helft van de totale Amerikaanse raffinagecapaciteit ligt langs de Golfkust, evenals 51% van de totale capaciteit om aardgas te verwerken. Voor Mexico is het aandeel olie dat in de Golf van Mexico wordt gewonnen bijna driekwart van het nationale totaal. De Golf van Campeche is de belangrijkste regio met velden als Ku-Maloob-Zaap en Cantarell.

## Vervuiling
In 2002 werd over een oppervlakte van meer dan 18.000 km² hypoxie waargenomen. In dit gebied sterven dieren door gebrek aan zuurstof. De oorzaak is de grote toevloed van stikstof en fosfaat vanuit de Mississippi.
Op 20 april 2010 vond op circa 64 kilometer van de kust van Louisiana de ramp met het booreiland Deepwater Horizon plaats. Naar schatting kwam er per dag 800 m³ (800.000 liter) aardolie in de Golf van Mexico. Al snel verspreidde de olievlek zich over honderden vierkante meters op het oceaanoppervlak, een gevaar voor het zeeleven en aanliggend drasland.

## Amerikaanse naamgeving onder Donald Trump
De Amerikaanse president Donald Trump vaardigde op 20 januari 2025 een decreet uit waarin hij de minister van Binnenlandse Zaken opdroeg de naam Golf van Mexico te wijzigen in Gulf of America. Google Maps toont deze naam sinds 11 februari 2025 aan Amerikaanse bezoekers. In Nederland en België wordt de naam "Golf van Mexico (Golf van Amerika)" getoond. De Nederlandse Taalunie houdt vast aan Golf van Mexico als Nederlandse benaming.